# Comuna Pșenîcinîkî, Kaniv
Pșenîcinîkî (în ucraineană Пшеничники) este o comună în raionul Kaniv, regiunea Cerkasî, Ucraina, formată din satele Buceak, Hlîncea, Ivankiv, Pșenîcinîkî (reședința) și Troșciîn.

## Demografie
Componența lingvistică a comunei Pșenîcinîkî
     Ucraineană (94,09%)
     Rusă (5,69%)
     Alte limbi (0,22%)
Conform recensământului din 2001, majoritatea populației comunei Pșenîcinîkî era vorbitoare de ucraineană (94,09%), existând în minoritate și vorbitori de rusă (5,69%).